# 拉沙普洛特
拉沙普洛特（法語：La Chapelotte，法語發音：[la ʃaplɔt]）是法国谢尔省的一个市镇，属于布尔日区。

## 地理
拉沙普洛特（47°21'9"N, 2°35'26"E）面积28.5 平方千米，位于法国中央-卢瓦尔河谷大区谢尔省，该省份为法国中部省份，北起卢瓦雷省，西接卢瓦-谢尔省和安德尔省，南至克勒兹省，东南接阿列省，东临涅夫勒省。
与拉沙普洛特接壤的市镇（或旧市镇、城区）包括：昂里什蒙、安布利尼、伊瓦勒普雷、桑塞尔地区讷伊、勒努瓦耶、桑博热。

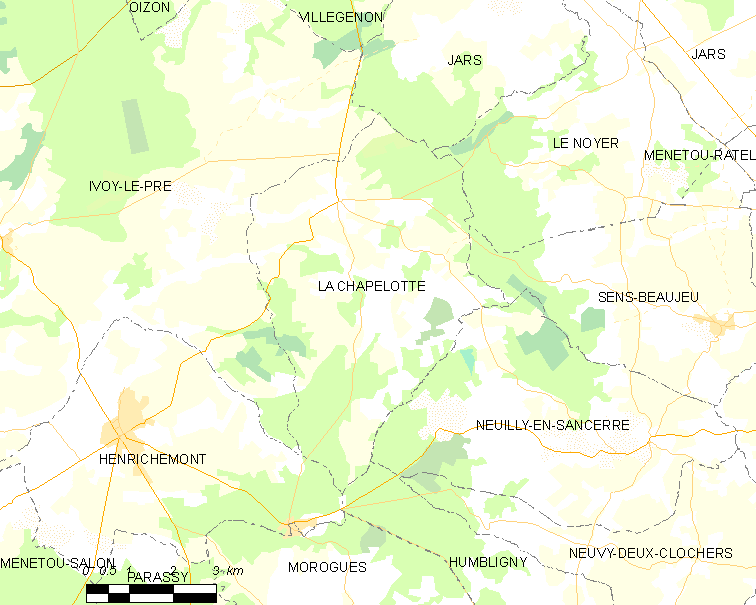
拉沙普洛特的OSM定位图

拉沙普洛特的时区为UTC+01:00、UTC+02:00（夏令时）。

## 行政
拉沙普洛特的邮政编码为18250，INSEE市镇编码为18051。

## 政治
拉沙普洛特所属的省级选区为圣日耳曼迪皮县。

## 人口

1962-2008年间拉沙普洛特人口变化图示

拉沙普洛特于2022年1月1日时的人口数量为130人。